# Обитель Микетти
Обитель Микетти (итал. Convento Michetti), она же Микеттианская горница (итал. Cenacolo michettiano) или Даннунцианская горница (итал. Cenacolo dannunziano) —  здание бывшего монастыря Санта-Мария-дель-Джезу, принадлежавшее ордену францисканцев. Построено в XV веке в коммуне Франкавилла-аль-Маре, в Абруццо. Впоследствии перешло в муниципальную собственность. В 1883—1884 годах приобретено художником Франческо Паоло Микетти, который превратил его в место собрания выдающихся деятелей итальянской культуры того времени. Здесь часто гостили поэт и драматург Габриэле Д’Аннунцио, скульптор Костантино Барбелла, композитор Франческо Паоло Тости, поэт Эдоардо Скарфольо, писательница Матильда Серао.

## История
Бывший монастырь францисканцев основанный в 1430 году близ деревни Франкавилла и освящённый в честь Святого Иакова, в 1548 году был освящён заново в честь Господа Иисуса Христа и Пресвятой Девы Марии. В XVIII веке монастырь был реконструирован в стиле барокко. В 1863—1864 году он был секуляризирован и перешёл в собственность коммуны Франкавилла-аль-Маре. В 1883—1884 году (по другим источникам в 1885 году) был приобретён художником Франческо Паоло Микетти, вернувшимся на родину в Абруццо, после длительного пребывания в Неаполе, Риме, Милане и Париже.
Новый владелец реконструировал и частично модифицировал монастырь, например, удалил многие кельи, установил большую печь для обжига керамики. В 1929 году, после смерти Франческо Паоло Микетти, здание было унаследовано членами его семьи. Нынешней владелец приходится внуком художнику. В 1938 году у главного входа в здание был поставлен бронзовый памятник Франческо Паоло Микетти, работы его ученика и друга Николы ДʼАнтино. В 1939 году король Витторио Эммануэле III объявил монастырь национальным памятником. Здание чудом не пострадало во время Второй мировой войны.

### Миккетианская горница
Идея создания культурного центра в стенах бывшего монастыря принадлежала тогдашнему мэру Франкавиллы, который продал здание по льготной цене известному художнику Франческо Паоло Микетти, уже владевшему домиком на побережье Адриатического моря. Предполагалось, что со временем здесь будет открыта художественная и ремесленная школа. Но вместо этого в конце XIX — начале XX века бывший монастырь стал местом встреч и общения выдающихся деятелей культуры Италии того времени. В истории он стал известен под именем «обители Микетти», или «Микеттианской горницы», так, как выставки и собрания проходили в зале на втором этаже.
Здесь проводил свой отдых и часто гостил уроженец Абруццо, поэт Габриэле дʼАннунцио. В стенах обители им были написаны «Удовольствие», большая часть «Невинного» и «Триумф смерти». Дружба и сотрудничество Франческо Паоло Микетти и Габриэле дʼАннунцио, пережив немало испытаний, сохранилась до конца жизни художника. В 1935 году, спустя шесть лет после смерти друга, поэт вспоминал о нём, как о половине своей души.
В это же время, до своего переезда в Лондон, в обители часто бывал композитор Франческо Паоло Тости, которого также связывала глубокая дружба с Франческо Паоло Микетти и Габриэле дʼАннунцио. На стихи последнего им было написано несколько романсов. Частым гостем Микеттианской горницы был этнолог и историк Антонио Де Нино, консультировавший Габриэле дʼАннунцио во время работы поэта над историческими драмами.
С середины 80-х годов XIX века в стенах бывшего монастыря новый владелец регулярно проводил художественные выставки, поощряя молодых талантливых уроженцев Абруццо, среди которых были скульптор Костантино Барбелла и основатель династии живописцев и скульпторов Базилио Кашелла, художница Матильда Серао. В начале XX века здесь прошли первые выставки Николы ДʼАнтино, скульптора, чьё творчество оказалось востребованным в фашистскую эру.